# Diócesis de Mongu
La diócesis de Mongu (en latín: Dioecesis Monguen(sis) y en inglés: Roman Catholic Diocese of Mongu) es una circunscripción eclesiástica latina de la Iglesia católica en Zambia, sufragánea de la arquidiócesis de Lusaka. La diócesis tiene al obispo Evans Chinyama Chinyemba, O.M.I. como su ordinario desde el 15 de febrero de 2011.

## Territorio y organización
La diócesis tiene 88 293 km² y extiende su jurisdicción sobre los fieles católicos de rito latino residentes en la provincia Occidental en los distritos de: Kalabo, Kaoma, Lukulu, Mongu y Senanga.
La sede de la diócesis se encuentra en la ciudad de Mongu, en donde se halla la Catedral de Nuestra Señora de Lourdes.
En 2019 en la diócesis existían 13 parroquias.

## Historia
La diócesis fue erigida el 14 de junio de 1997 con la bula De universis del papa Juan Pablo II, obteniendo el territorio de la diócesis de Livingstone.

## Estadísticas
De acuerdo al Anuario Pontificio 2020 la diócesis tenía a fines de 2019 un total de 100 500 fieles bautizados.
| Año                                                                             | Población            | Población | Población      | Sacerdotes | Sacerdotes    | Sacerdotes    | Bautizados por sacerdote | Diáconos permanentes | Religiosos | Religiosos | Parroquias |
| Año                                                                             | Bautizados católicos | Total     | % de católicos | Total      | Clero secular | Clero regular | Bautizados por sacerdote | Diáconos permanentes | Varones    | Mujeres    | Parroquias |
| ------------------------------------------------------------------------------- | -------------------- | --------- | -------------- | ---------- | ------------- | ------------- | ------------------------ | -------------------- | ---------- | ---------- | ---------- |
| 1999                                                                            | 49 397               | 622 458   | 7.9            | 17         | 4             | 13            | 2905                     |                      | 27         | 65         | 10         |
| 2000                                                                            | 52 526               | 756 000   | 6.9            | 15         | 3             | 12            | 3501                     |                      | 27         | 60         | 10         |
| 2001                                                                            | 53 830               | 756 526   | 7.1            | 22         | 6             | 16            | 2446                     |                      | 29         | 50         | 10         |
| 2002                                                                            | 52 827               | 621 492   | 8.5            | 22         | 4             | 18            | 2401                     |                      | 32         | 56         | 10         |
| 2003                                                                            | 54 380               | 621 492   | 8.7            | 27         | 6             | 21            | 2014                     |                      | 32         | 56         | 11         |
| 2004                                                                            | 56 386               | 621 492   | 9.1            | 28         | 4             | 24            | 2013                     |                      | 42         | 58         | 11         |
| 2007                                                                            | 66 042               | 655 000   | 10.0           | 28         | 9             | 19            | 2358                     | 1                    | 47         | 61         | 11         |
| 2013                                                                            | 85 643               | 782 000   | 11.0           | 39         | 19            | 20            | 2195                     |                      | 81         | 61         | 13         |
| 2016                                                                            | 92 100               | 839 000   | 11.0           | 34         | 14            | 20            | 2708                     |                      | 85         | 47         | 13         |
| 2019                                                                            | 100 500              | 934 000   | 10.8           | 38         | 19            | 19            | 2644                     |                      | 104        | 51         | 13         |
| Fuente: Catholic-Hierarchy, que a su vez toma los datos del Anuario Pontificio. |                      |           |                |            |               |               |                          |                      |            |            |            |

## Episcopologio
- Paul Francis Duffy, O.M.I. † (14 de junio de 1997-15 de febrero de 2011 retirado)
- Evans Chinyama Chinyemba, O.M.I., desde el 15 de febrero de 2011